# Rezerwat przyrody Mazury
Rezerwat przyrody Mazury – rezerwat krajobrazowy położony w województwie warmińsko-mazurskim w powiecie oleckim w gminie Kowale Oleckie, w nadleśnictwie Czerwony Dwór. Leży na Pojezierzu Ełckim (część Pojezierza Mazurskiego) i obejmuje porośnięty lasem teren między jeziorami: Szwałk Wielki, Piłwąg i Łaźno, oraz wschodnią część jeziora Piłwąg wraz z trzema zalesionymi wysepkami.
Powołany został na podstawie zarządzenia Ministra Leśnictwa i Przemysłu Drzewnego z dnia 3 grudnia 1981 roku. Celem ochrony rezerwatu jest zachowanie walorów krajobrazowych obszaru wodno-leśnego, charakterystycznego dla Puszczy Boreckiej, wraz z naturalnymi zbiorowiskami leśnymi.
Rezerwat zajmuje powierzchnię 388,65 ha (akt powołujący podawał 372,69 ha).
W rezerwacie występują grądy odmiany mazurskiej z dorodnym drzewostanem. Tworzą je lipa drobnolistna, klon zwyczajny, dąb szypułkowy, wiąz górski, grab zwyczajny, świerk pospolity. W bogatym runie występuje zawilec gajowy, naparstnica zwyczajna, koniczyna dwukłosowa, kokoryczka wonna i inne.